# Pandan (Catanduanes)
Pandan é um município de  quarta classe de renda municipal (d) na província Catanduanes, nas Filipinas. De acordo com o censo de 1 de maio  de  2020 possui uma população de 21 473 pessoas e 4 694 domicílios.